# Subarséniure de bore
Le subarséniure de bore est un composé chimique de formule B12As2. Il est souvent appelé simplement arséniure de bore dans la littérature, ce qui est ambigu dans la mesure où l'arséniure de bore est le composé de formule BAs. Il s'agit d'un solide cristallisé dans le système réticulaire trigonal, ou rhomboédrique, constitué de chaînes d'icosaèdres de bore entre lesquels s'intercalent des atomes d'arsenic, l'ensemble appartenant au groupe d'espace R3m (no  166) avec Z = 6 et ρ = 3,56 g·cm−3. C'est un semiconducteur à large bande interdite (3,47 eV) présentant la particularité remarquable de « réparer » lui-même les dommages causés par les radiations. Sa conductivité thermique à température ambiante serait particulièrement élevée, supérieure à 2 kW·m-1·K-1, comparable à celle du diamant. Il est possible de faire croître des couches de B12As2 sur un substrat de carbure de silicium SiC.
Le subarséniure de bore peut être obtenu par pyrolyse de diborane B2H6 et d'arsine AsH3 à une température supérieure à 920 °C.